# Cambridgea antipodiana
Cambridgea antipodiana är en spindelart som först beskrevs av White 1849.  Cambridgea antipodiana ingår i släktet Cambridgea och familjen Stiphidiidae. Inga underarter finns listade.